# 小行星5749
小行星5749（英語：5749）是一颗围绕太阳公转的小行星。1991年3月17日，埃莉諾·赫琳在帕洛马山发现了此天体。
这颗小行星的绝对星等为37.46533等。